# 哈巴格希街道
哈巴格希街道，是中华人民共和国内蒙古自治区鄂尔多斯市康巴什区下辖的一个乡镇级行政单位。

## 行政区划
哈巴格希街道下辖以下地区：
新北社区、达尔罕社区和哈巴格希社区。